# Aldair Cantillo
Aldair Cantillo (Santa Marta, Magdalena, Colombia, 28 de abril de 1996) es un futbolista colombiano. Juega como defensa central y su equipo actual es Unión Central  de Bolivia.

## Trayectoria

### Millonarios
Cantillo llegó a Millonarios en el año 2013 cuando tenía 17 años de edad. Ha hecho el proceso de divisiones inferiores en el club albiazul, desde las categorías juveniles. 
Debutó como profesional a los 19 años de edad, el jueves 30 de abril de 2015 en el partido que Millonarios empató 1-1 con Expreso Rojo en el Estadio El Campín  de Bogotá en cumplimiento de la quinta fecha de la Copa Colombia 2015. El técnico argentino Ricardo Lunari le dio la oportunidad de debutar reemplazando a Víctor Salazar al minuto 77 del partido.

### Bogotá F.C
En busca de sumar más minutos como profesional llega para la pretemporada en el mes de enero de 2016 al Bogotá F.C. de la Categoría Primera B del FPC, donde firma contrato y desde el primer encuentro ha sido titular indiscutible.

## Selección nacional
Hizo parte de las convocatorias de las selección sub-17 de Colombia, con miras al Campeonato Sudamericano Sub-17 de 2013 jugado en Argentina.

## Estadísticas
| Club                   | Temporada           | Liga  | Liga  | Copa Nacional | Copa Nacional | Copa Internacional | Copa Internacional | Total | Total |
| Club                   | Temporada           | Part. | Goles | Part.         | Goles         | Part.              | Goles              | Part. | Goles |
| ---------------------- | ------------------- | ----- | ----- | ------------- | ------------- | ------------------ | ------------------ | ----- | ----- |
| Millonarios · Colombia | 2015                | 0     | 0     | 1             | 0             | -                  | -                  | 1     | 0     |
| Millonarios · Colombia | Total               | 0     | 0     | 1             | 0             | 0                  | 0                  | 1     | 0     |
| Bogotá F.C. · Colombia | 2016                | 32    | 0     | 4             | 0             | -                  | -                  | 36    | 0     |
| Bogotá F.C. · Colombia | 2017                | 18    | 1     | 5             | 0             | -                  | -                  | 23    | 0     |
| Bogotá F.C. · Colombia | 2018                | 8     | 0     | 2             | 0             | -                  | -                  | 10    | 0     |
| Bogotá F.C. · Colombia | Total               | 58    | 1     | 11            | 0             | 0                  | 0                  | 69    | 1     |
| Tigres · Colombia      | 2020                | 11    | 0     | 6             | 0             | -                  | -                  | 17    | 0     |
| Tigres · Colombia      | 2021                | 11    | 0     | 1             | 0             | -                  | -                  | 12    | 0     |
| Tigres · Colombia      | Total               | 22    | 0     | 6             | 0             | 0                  | 0                  | 28    | 0     |
| Total en su carrera    | Total en su carrera | 80    | 1     | 18            | 0             | 0                  | 0                  | 98    | 1     |